# جبل أحمد الباكير
يعد جبل باكير جبل شمالي شرقي خليج العقبة في الأردن. في كتابه عام 1878 سيناء في شبه الجزيرة العربية والمتوسط، يقترح تشارلز بيك أنه قد يكون جبل سيناء الإنجيلي. يذكر تشارلز أيضًا أن جبل إرتوا هو جبل حوريب. كلاهما بالقرب من وادي يوتم.